# 掌阅科技
掌阅科技股份有限公司（上交所：603533），简称掌阅科技，是中华人民共和国的一家科技公司，于2008年9月成立，总部位于北京市。该公司以数字阅读为主营业务，主要产品包括掌阅APP和iReader电子书阅读器，同时设有自有版权发布平台“掌阅文学”。其在市场上的主要竞争对手为阅文集团。

## 历史
2005年，成湘均、王良、刘伟平和张凌云在北京决定，计划成立一家数字阅读公司。2008年，四人在北京后海的一家酒吧里确定以“掌阅”为名创立公司，该公司最初的名称为掌中浩阅，2014年更名为掌阅科技。
掌阅创立初期正值功能机时代，最初通过电信运营商提供数字阅读增值服务，以及基于联发科、展讯等功能机操作系统平台下的客制化阅读APP，期间发布了三个大版本的定制阅读APP，成为“掌阅”数字阅读平台的雏形，并获得了超千万的日活跃用户量。2011年，由于公司资产连年亏损，该公司开始探索内容付费模式，推出基于智能手机平台的“掌阅”APP，并先后推出精装排版、护眼模式、听书等功能特性。彼时数字出版在中国大陆处于起步阶段，市场秩序不完善，盗版、低俗的内容比较常见。掌阅科技决定从严肃数字内容着手，与出版社签约正版图书版权。而在开始内容付费的首月，掌阅便流失了90%的用户，但由于可以引入更多优秀的内容，并且掌阅不断提升阅读体验，增强内容品质，顺应了市场对于精品优质阅读服务的需求，因而迅速建立起自身优势。
2014年，掌阅启动公版项目，免费向读者提供中国经典典籍，涵盖中国四大名著及《史记》等经典。
2016年6月，掌阅科技提交了上市申请。2017年7月28日，掌阅科技在上海证券交易所上市的首发申请获通过。9月25日，正式在上交所挂牌上市。
2019年3月5日，掌阅科技拟以2,000万元的价格将深圳掌阅、掌阅智能出售给北京掌阅智能硬件有限公司，目的是将硬件终端业务分离。
2020年11月，为实现持续发展，掌阅科技控股股东及实际控制人成湘均、张凌云与字节跳动全资子公司量子跃动签署了股份购买协议，将其合计持有的上市公司4504.5万股无限售流通股份协议转让给量子跃动，占公司总股本的11.23%，价值总额11亿元。交易完成后，量子跃动成为掌阅科技的第三大股东。

## 业务
掌阅科技以数字阅读为主营业务，产品包括以掌阅App为主的移动应用程序和iReader电子书阅读器，同时设有自有版权发布平台“掌阅文学”，并承担改编版权的销售与开发工作。

### 移动应用程序
掌阅科技的移动应用程序以“掌阅”作为产品品牌，其中面向中国大陆市场的掌阅App为核心产品，另有面向海外市场的掌阅海外版、面向青少年的“掌阅课外书”、有声内容“掌阅有声”等。

#### 掌阅App（中国大陆版）
掌阅App为掌阅科技面向中国大陆市场的核心产品，拥有排版引擎技术、3D仿真翻页技术、文档转化技术、护眼模式等核心技术，为行业领先水平。掌阅早在2012年第三季度发布的中国移动阅读客户端市场调研中排名第一，至2018年各数据调研机构公布的市场调研中仍排行第一。2019年发布的中国数字阅读生态流量市场份额中，掌阅以20.6%的市场份额位列第二位，仅次于阅文。
掌阅App内的虚拟货币为“阅饼”，用户可通过电子支付渠道充值“阅饼”，并在App内购买电子书等数字内容。

#### 掌阅海外版
掌阅海外版于2015年7月发布，是中国大陆第一个进入海外市场的数字阅读品牌。该版本支持英语、韩语、俄语、印尼语、法语、泰语、阿拉伯语、乌尔都语等14个语种版本，支持海外登录方式、支付方式，用户可在App内购买具有全球版权的书籍。掌阅海外版在多个国家和地区位列苹果App Store和Google Play阅读分类畅销榜榜首。掌阅科技的海外业务由香港掌阅和韩国掌阅负责。
为了让更多海外读者了解中国作品，掌阅开展优质内容输出与合作，率先上线了《习近平谈治国理政》和《摆脱贫困》电子书的外文版，并与近600家版权方进行国际版权合作。掌阅的漫画作品《妖神记》、《指染成婚》等亦受到日本、韩国等地读者的欢迎。

#### 其他产品
掌阅科技于2018年9月推出面向青少年的内容产品“掌阅课外书”，为青少年收录全球36个国家的2万多本图书，可以按年龄和兴趣选择书籍。此外公司于2019年推出为政企事业单位员工开设的数字阅读解决方案品牌“掌阅精选”，以及有声内容平台“掌阅有声”。

### iReader电子书阅读器
iReader电子书阅读器是掌阅科技推出的电子书阅读器，于2015年推出，截至2022年共推出iReader Light系列、iReader A6、iReader C6、iReader Smart、iReader Ocean系列等机型。已发布的机型如下：
- 第一代iReader[14]
- iReader Plus[15]
- iReader Light[14]
- iReader Ocean[14]，包括为学生设计的定制版本掌阅课外书电子书阅读器[12]
- iReader T6[16]
- iReader A6[14]
- iReader Smart[14]
- iReader C6[14]
- iReader Smart2[17]
- iReader Light2
- iReader Smart Xs
- iReader Smart Xs Pro[18]
- iReader C6 Pro[19]
- iReader Light2 Pro
- iReader Smart X2[20]
- iReader Smart 3
- iReader Ocean 2[21]
- iReader Smart Air
- iReader Smart Air Pro[22]

2021年，掌阅科技受人民出版社委托，依托“中国共产党思想理论资源数据库”推出“中国共产党思想理论资源数据库‘悦读器’”。该款阅读器内置多部中共相关图书，并预装近250册经典著作，亦可联网下载更多图书。

### 自有版权发布平台
掌阅于2015年成立自有版权发布平台“掌阅文学”，作为“自有内容生产和孵化中心”，先后推出《铁骨铮铮》《沉默之觉醒》《三十年河西》《华丽的冰上》《冰刀不言败》《铁骨铮铮》《追梦人》《最美逆行者》《粮战》《高铁追梦人》《全科医生》《元龙》等作品。部分作品已改编为电视剧或动漫。

## 荣誉
该公司先后获得“中国版权最具影响力企业”、“中国移动手机互联最具影响力手机阅读品牌”、“全国版权示范单位”、“年度最佳数字出版机构”、“年度最具影响力阅读APP”、“民营书业最具影响力机构”、“国家文化出口重点企业”等荣誉。

## 争议事件
2016年2月16日，掌阅科技根据电视剧出品人的要求，开始分章节陆续上线销售电视剧《女医明妃传》原著电子图书，掌阅是《女医明妃传》原著小说的独家发布平台。而在该剧开播前夕，阅文集团旗下的“QQ阅读”客户端开始销售名为《明妃传》的小说，QQ阅读却利用电视剧《女医明妃传》对该小说进行推广介绍，惟二者在书名、作者、人物、故事、情节等均不同，与电视剧《女医明妃传》亦无任何关系。掌阅科技认为阅文的相关行为属于虚假宣传，构成不正当竞争，侵犯自身权益，于是向上海市浦东新区人民法院申请诉前禁令。3月1日，浦东新区人民法院作出裁定，阅文公司立即停止在“QQ阅读”客户端上销售小说《明妃传》过程中使用“女医明妃传”字样。